# Маштексай
Маштексай (каз. Мәстексай, до 1997 г. — Ленинское) — село в Жангалинском районе Западно-Казахстанской области Казахстана. Административный центр Маштексайского сельского округа. Код КАТО — 274047100.
Село расположено на реке Большой Узень.

## Население
В 1999 году население села составляло 2173 человека (1096 мужчин и 1077 женщин). По данным переписи 2009 года, в селе проживало 1756 человек (896 мужчин и 860 женщин).

## История
Станица Глиненская входила во 2-й Лбищенский военный отдел Уральского казачьего войска. Указом Президиума Верховного Совета Казахской ССР от 23 декабря 1961 года
центр Джангалинского района Западно-Казахстанской области перенесен из села Новая Казанка в село Маштексай. Село Маштексай переименовано в село Ленинское.

## Известные жители и уроженцы
- Бородин, Николай Николаевич (1878—1919) — деятель Белого движения периода Гражданской войны, ветеран Русско-японской и Первой мировой войн.
- Калиев, Нургазы (1900—1962) — Герой Социалистического Труда.
- Черекаев, Алексей Васильевич (1932—2010) — Герой Социалистического Труда.